# Antonio Marzano

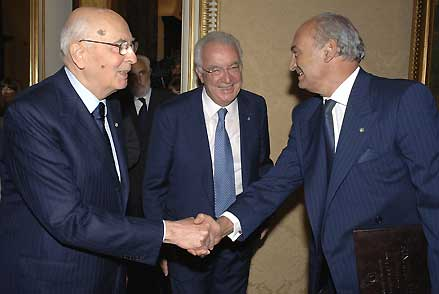

Antonio Marzano (Rome, 18 februari 1935) is een  Italiaans politicus. Tijdens het  Tweede Kabinet-Berlusconi was hij minister van Productieve Activiteiten.